# Lhotsko
Lhotsko est une commune du district et de la région de Zlín, en République tchèque. Sa population s'élevait à 274 habitants en 2020.

## Géographie
Lhotsko se trouve à 17 km à l'est de Zlín, à 93 km à l'est de Brno et à 267 km au sud-est de Prague.
La commune est limitée par Vizovice à l'ouest et au nord, par Bratřejov à l'est et par Újezd au sud.

## Histoire
La première mention écrite du village date de 1549.

## Transports
Par la route, Lhotsko se trouve à 9 km de Slušovice, à 17 km de Zlín, à 112 km de Brno et à 318 km de Prague.